# 香港中国通讯社
香港中国通讯社（英語：Hong Kong China News Agency），簡稱香港中通社，香港建制派媒體，于1956年11月13日注册成立，1986年4月1日起向華文傳媒同時提供文字和圖片，1995年7月1日開設新聞網站中通網，2005年8月起發報圖片新聞稿，2009年9月1日中通網改名為香港新聞網。香港中通社隶属于中华人民共和国国务院侨务办公室，与中国新闻社合并运作。